# Epicrazia
Il termine epicrazia (ἐπικράτεια in greco antico) designa il territorio della Sicilia occidentale sottoposto al predominio militare e commerciale dei cartaginesi.
Il termine è attestato per la prima volta nella Lettera VII (349c) di Platone, in riferimento all'episodio di Eraclide, capo democratico amico di Cleone, che nel 361/360 a.C., per fuggire dal tiranno Dionisio II di Siracusa, si rifugiò εἰς τὴν Καρχηδονίων ἐπικράτειαν, cioè nel territorio dominato dai cartaginesi.